# Lędowa
Lędowa (deutsch Waldhof) ist ein Wohnplatz in der Woiwodschaft Westpommern in Polen. Er liegt im Gebiet der Gmina Rymań (Landgemeinde Roman).

## Geographische Lage
Der Wohnplatz liegt in Hinterpommern, etwa 80 Kilometer nordöstlich von Stettin, in einem Waldgebiet zwischen den Dörfern Rymań (Roman) im Süden und Drozdowo (Drosedow) im Norden. Etwa zwei Kilometer südwestlich liegt die Wüstung Małobór (Waldhaus), ein Kilometer südlich der Wohnplatz Gołkowo (Birkenfelde) und knapp ein Kilometer südöstlich die Hofwüstung Grünhaus.
Östlich des Wohnplatzes verlief die heute stillgelegte Bahnstrecke Roman–Kolberg der Kolberger Kleinbahn, an der eine eigene Station Waldhof bestand.

## Geschichte
Waldhof wurde um 1860 als Waldarbeitersiedlung des Gutes Drosedow angelegt. Zugleich wurde das weiter nördlich liegende Vorwerk Holzkathen aufgegeben.
Bis 1945 bildete Waldhof einen Wohnplatz der Gemeinde Drosedow und gehörte mit dieser zum Landkreis Kolberg-Körlin der Provinz Pommern.
Nach dem Zweiten Weltkrieg kam Waldhof, wie ganz Hinterpommern, an Polen. Es erhielt den polnischen Ortsnamen Lędowa.

## Entwicklung der Einwohnerzahlen
- 1864: 21 Einwohner[1]
- 1871: 37 Einwohner[1]
- 1885: 28 Einwohner[1]
- 1895: 40 Einwohner[1]
- 1905: 42 Einwohner[1]
- 1925: 44 Einwohner[1]
- 2013: 12 Einwohner[2]